# 1952年ヘルシンキオリンピックのインド選手団
1952年ヘルシンキオリンピックのインド選手団（1952ねんヘルシンキオリンピックのインドせんしゅだん）は、1952年7月19日から8月3日にかけてフィンランドの首都ヘルシンキで開催された1952年ヘルシンキオリンピックのインド選手団、およびその競技結果。

## 概要
今大会は金メダル1個、銅メダル1個の合計2個のメダルを獲得した。

## メダル
| メダル | 選手名                        | 競技       | 種目                         |
| ------ | ----------------------------- | ---------- | ---------------------------- |
| 金     | レスリー・クラウディウス [[]] | ホッケー   | 男子                         |
| 銅     | [[]]                          | レスリング | 男子フリースタイルバンタム級 |